# 白金高輪SELENE b2
白金高輪SELENE b2（しろかねたかなわセレネ ビーツー）は、東京都港区のセレネスタジオ内にあるライブイベント用の舞台を備えたホールスタジオ（スタジオ301）。
他のスタジオに先立って2017年7月グランドオープン。セレネスタジオ以前はボルダリング施設であった。

## 施設概要
セレネスタジオ内の地下2階にある大型スタジオで、TV収録の他、地下アイドルなどの音楽ライブやイベントにも利用されている。
通常は、舞台と音楽ライブに対応する音響・照明・映像表示装置が設置されているが、平土間形式にも対応する。

## アクセス
- 東京メトロ南北線・都営三田線　白金高輪駅　2番出口　徒歩8分
- 東京メトロ南北線・都営大江戸線　麻布十番駅　2番出口　徒歩9分
- JR山手線・京浜東北線　田町駅　三田出口　徒歩11分
- 都営浅草線　三田駅　A3出口　徒歩12分